# Грязнуха (Даниловский район)
Грязнуха — село в Даниловском районе Волгоградской области, в составе Белопрудского сельского поселения.
Население — 161 (2010).

## История
Дата основания не установлена. Населённый пункт отмечен на карте-схеме Аткарского уезда Саратовской губернии издания 1912 года в границах Краишевской волости как посёлок Грязнушинский 1-й. Согласно Списку населённых мест Аткарского уезда 1914 года (по сведениям за 1911 год) посёлок Грязнухинский 1-й Краишевской волости населяли бывшие государственные крестьяне, велико- и малороссы, всего 171 мужчина и 183 женщины. На хуторе имелся старообрядческий молитвенный дом
С 1928 года — в составе Еланского района Камышинского округа (упразднён в 1930 году) Нижне-Волжского края (с 1934 года — Сталинградского края). Село 1-я Грязнуха являлось центром Грязнушинского сельсовета. В 1935 году сельсовет передан Вязвскому району Сталинградского края (с 1936 года — Сталинградской области).
В связи с передачей земель колхоза «Советская Россия» Грязнухинского сельсовета совхозу «Белые пруды» Белопрудинского поссовета, решением Сталинградского облисполкома от 08 сентября 1960 года  № 15/471 §32 Грязнухинский сельсовет был упразднен с передачей его территории в состав Белопрудинского поссовета. Решением Волгоградского облисполкома от 07 февраля 1963 года  № 3/55 Вязовский района был ликвидирован, его территория вошла в состав Еланского района. В 1964 году хутор Грязнуха Белопрудинского сельсовета был передан в состав Руднянского района. В 1967 году передан в состав Даниловского района.

## Общая физико-географическая характеристика
Село находится в степной местности, на севере Даниловского района, на границе с Руднянским и Еланским районами, на левом, пологом, берегу реки Краишевки (правый приток реки Терсы). Противоположный склон долины реки более крутой. Оба склона долины Краишевки пересечены балками и оврагами. Высота центра населённого пункта около 140 метров над уровнем моря. Почвы — чернозёмы южные.
Автомобильной дорогой с твёрдым покрытием село связано с административным центром сельского поселения посёлком Белые Пруды (16 км) и селом Лобойково (35 км). По автомобильным дорогам расстояние до районного центра рабочего посёлка Даниловка — 51 км, до областного центра города Волгоград — 290 км.
Часовой пояс
Грязнуха, как и вся Волгоградская область, находится в часовой зоне МСК (московское время). Смещение применяемого времени относительно UTC составляет +3:00.

## Население
Динамика численности населения по годам:
| 1911 | 1987 | 2002 | 2010 |
| ---- | ---- | ---- | ---- |
| 354  | ≈110 | 218  | 161  |